# Tulio Larrínaga y Torres Vallejo
Tulio Larrínaga y Torres Vallejo   (Trujillo Alto, 15 de gener de 1847 - San Juan, 28 d'abril de 1917) va ser un enginyer civil i polític porto-riqueny, segon Comissionat Resident de l'illa a la Cambra de Representants dels Estats Units.

## Biografia
Va assistir al Seminari Conciliar de Sant Ildefons de San Juan a Puerto Rico. Va estudiar enginyeria civil a l'Institut Politècnic de Troy, Nova York i, el 1871, es va graduar a la Universitat de Pennsilvània a Filadèlfia. Va exercir la seva professió als Estats Units durant algun temps. El 1872 va tornar a Puerto Rico, on va ser nomenat arquitecte de la ciutat de San Juan. El 1880, va construir el primer ferrocarril a Puerto Rico de San Juan a Rio Piedras i va introduir material rodant nord-americà a l'illa. Durant deu anys va ser l'enginyer en cap de la Diputació Provincial.
La seva participació en política va començar el 1898, quan va ser nomenat secretari de l'Interior adjunt al govern autonomista sota bandera espanyola, previ a l'esclat de la Guerra hispano-estatunidenca. Dos anys més tard, va ser enviat pel seu partit com a delegat a Washington, D.C.
Va exercir com a membre de la càmera de delegats del districte d'Arecibo el 1902. El 1904, va ser triat Comissionat Resident als Estats Units pel Partit Unió de Puerto Rico, fundat aquest mateix any. Va ser reelegit dues vegades, i va exercir des del 4 de març de 1905 fins al 3 de març de 1911. També va ser delegat dels Estats Units a la Tercera Conferència Panamericana celebrada a Rio de Janeiro el 1906.
A la Cambra de Representants, va proposar esmenar la Llei Foraker per garantir la ciutadania nord-americana als porto-riquenys, sense tenir èxit. També va sol·licitar al Congrés fons per al manteniment i millora dels ports de l'illa. Al maig de 1909 va declarar que metes de la Llei Foraker «mai havien estat satisfetes», criticant que l'illa encara no controlava el seu propi govern. El 1911, va exercir com a membre del consell executiu de Puerto Rico.
Després de deixar la carrera política va retornar a l'enginyeria civil a San Juan, on va morir el 1917. Va ser enterrat en el Cementiri Municipal de Santurce.